# Panelus fallax
Panelus fallax là một loài bọ cánh cứng trong họ Bọ hung (Scarabaeidae).